# Кордяга
Кордяга — река в России, левый приток Чепцы (бассейн Волги). Протекает в Кумёнском и Зуевском районах Кировской области. Устье реки находится в 103 км по левому берегу Чепцы. Длина реки составляет 68 км, площадь бассейна — 395 км².
Исток реки на Красногорской возвышенности в Кумёнском районе в 2 км к северу от деревни Медведи. Река течёт на северо-восток, русло извилистое. В низовьях образует меандры и старицы. Верхнее течение проходит по Кумёнскому району, затем река перетекает в Зуевский район. Некоторое время река образует границу районов.
На реке стоит село Рябово; деревни Кузнецы и Большие Пасынки. Кордяга впадает в Чепцу у деревни Кордяга в 6 км к северо-западу от центра города Зуевка.

## Притоки
- река Чумовица (пр)
- река Волковка (лв)
- река Вавилиха (пр)
- река Межуевка (лв)
- река Потратиха (пр)
- 29 км: река Утинка (лв)
- река Долгуша (лв)
- река Рябовка (лв)
- река Талица (лв)

## Данные водного реестра
По данным государственного водного реестра России относится к Камскому бассейновому округу, водохозяйственный участок реки — Чепца от истока до устья, речной подбассейн реки Вятка. Речной бассейн реки — Кама.